# قصة سمكة الشمس

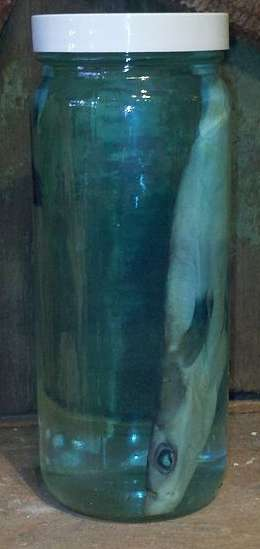
عينة سمكة قرش محفوظة في حاوية زجاجية، تم تحميلها لاستخدامها في قصة سمكة الشمس.

قصة سمكة الشمس هي حكاية افتتح بها عزرا باوند الأبجدية للقراءة وعمل نقد أدبي عام 1934.باوند استخدم هذه القصة للتأكيد على نهج تجريبي للتعليم عن الفن على النقيض من الاعتماد على التعليق الراسخ في التجريد، بينما القصة مبنية على ذكريات الطلاب عن أسلوب لويس أغاسيز التعليمي، تختلف رواية باوند عن هذه المصادر من عدة جوانب، اُستخدمت القصة لتوضيح فوائد التفكير العلمي لكن النقد الأدبي الأحدث انقسم حول ما إذا كانت القصة تعكس بدقة العمليات العلمية أو أنها تُشكك في نهج باوند التجريبي للأدب.

## القصة
اُقتطف نص القصة التالي من أبجدية باوند للقراءة.
 ذهب طالب دراسات عليا مزود بمرتبة الشرف وشهادات إلى أغاسيز للحصول على النهائي واللمسات الاخيرة، عرض عليه أغاسيز سمكةٌ صغيرة وطلب منه أن يوصفها.
طالب الدراسات العليا: "هذه مجرد سمكةُ الشمس."
أغاسيز: "أعرف ذلك ولكن أريدك أن تكتب وصفًا لها."
بعد عدة دقائق عاد الطالب بوصف إخثوس هيليودبلودوكس أو ايَّا كان المصطلح المستخدم لإخفاء سمكة الشمس الشائعة من المعرفة المبتذلة "عائلة هيليتشثيرينكوس" إلخ.. كما هو موجود في الكتب المدرسية للموضوع.
أخبر أغاسيز الطالب مرة أخرى أن يصف السمكة.
أنتج الطالب مقالًا من أربع صفحات ثم أخبره أغاسيز أن ينظر إلى السمكة، في آخر ثلاثة أسابيع كانت السمكة في حالة تحلل متقدمة لكن الطالب عرف شيئًا ما عنها.

## السياق
أبجدية القراءة
افتتح باوند أبجدية القراءة مع التصريح التالي:
الطريقة المناسبة لدراسة الشعر والرسائل الجيدة هي طريقة علماء الأحياء المعاصرين، هذا فحص دقيق مباشر للمسألة ومقارنة مستمرة لـ "شريحة" أو عينة مع أخرى، لا يوجد أحد مُجهز للتفكير الحديث حتى يفهم حكاية أغاسيز وسمكة الشمس.
في القصة أُرسل طالب خريج إلى عالم الأحياء الشهير لويس أغاسيز لإكمال تعليمه وسأل أغاسيز الطالب ثلاث مرات لوصف عينة سمكة الشمس، يرد الطالب بالاسم الشائع للسمكة وملخص موجز عن أنواعها ومقال من أربع صفحات عن الأنواع، أخبر أغاسيز الطالب أن "ينظر إلى السمكة" وفي آخر ثلاثة أسابيع كانت السمكة في حالة تحلل متقدمة ولكن الطالب قد عرف شيئًا ما عنها. نص القصة نفسه يحتوي على 131 كلمة فوق ستة عشر سطرًا غالبا ما يتم استنساخه بالكامل عند الاستشهاد به.
يتناقض باوند مع هذه التجريبية مع المعرفة المكتسبة من خلال التعاريف المجردة بشكل متزايد، على سبيل المثال، باوند يرتبط بما قد يحدث إذا طلب من الأوروبي تعريف "الأحمر"، بعد الاستجابة الأولية يشير إلى أن هذا الأحمر هو لون ويتخيل باوند طلب تعريف اللون ووصفه من حيث الاهتزاز، ثم مع الاهتزاز يتم تعريفه من حيث الطاقة وأن التجريدات المتتالية تصل في نهاية المطاف إلى مستوى فقدت فيه اللغة قوتها. بالعودة إلى التجريبية يُذكِّر باوند القارئ بأنَّ تقدم العلم زاد بسرعة بمجرد أن "اقترح بيكين الفحص المباشر للظواهر وبعد أن توقف غاليليو وآخرون عن مناقشة الأشياء كثيرا وبدأوا حقًا في النظر إليها". يقدم باوند العديد من الأمثلة الأخرى على نفس الأفكار المتناقضة طوال الفصل الأول، تتراوح بين مواضيع متنوعة مثل الكيمياء والكتابة الصينية وسترافينسكي، في نهاية الفصل يلخص حجته من خلال الادعاء بأن التجريد لا يوسع المعرفة.
المقالات الأدبية
يشير باوند لاحقًا الى القصة في مقالين " مهمة المعلم"  و"السيد هوسمان في ليتل بيثيل". كلاهما أُعيد نشرهما في مقالات إيزرا باوند الأدبية  و والإشارة إلى أغاسيز دون تضمين تفاصيل القصة، "مهمة المعلم" "على وجه الخصوص يقدم شرحًا مباشرًا لكيفية رغبة باوند في تفسير القصة.
"السيد هوسمان في ليتل بيثيل"
في يناير 1934 نشر باوند انتقادًا لـ كتاب اسم وطبيعة الشعر في المعيار بقلم هوسمان  كجزء من النقد، يقدم باوند تعديلا لادعاء هوسمان بأن "الذكاء" في القرن الثامن عشر ينطوي على "بعض قمع الشعر وإسكاته". يرد باوند بأن السبب الجذري هو الميل نحو البيانات المجردة التي جاءت جزئيًا لأن مؤلفي القرن الثامن عشر "لم يسمعوا عن سمكة البروفيسور أغاسيز".
مهمة المعلم
نشر باوند مقالا في عام 1934 يطارد الأساليب الحالية لتدريس الأدب عمومًا وطرق التدريس على مستوى الجامعة على وجه الخصوص، يحدد جذر المشكلة على أنه تجريد ويستخدم كلمة "الحرية" كمثال على مصطلح فقد فيه معنى محدد وملموس، يجد باوند هذا الوضع "لا يغتفر بعد عصر أغاسيز والسمك" ويطالب بنهج للتعليم العام "يوازي دراسة بيولوجية تستند إلى فحص ومقارنة عينات معينة".

## التفسير والنقد
أغاسيز
مؤرخة العلوم ماري بي. يقدم وينسور تعليقا مستفيضا على مهام أغاسيز الأولية لطلابه ويكمن حل "اللغز"، كما تسميه في قصة مماثلة قدمها أغاسيز في مقالته عن التصنيف:
لنفترض أن الحيوانات المفصلية التي لا تعد ولا تحصى التي تحسب بعشرات الآلاف بل ربما بمئات الآلاف لم تظهر أبدا على سطح الكرة الأرضية، مع استثناء واحد: على سبيل المثال كان جراد البحر الممثل الوحيد لهذا النوع المتنوع بشكل غير عادي، كيف يجب أن نقدم هذا النوع من الحيوانات في أنظمتنا؟ مقتبس من 
يوفر أغاسيز العديد من الحلول المحتملة: يمكن أن يكون لأنواع جراد البحر جنس واحد "جنبا إلى جنب مع جميع الفئات الأخرى مع أوامرها وعائلاتها وما إلى ذلك أو عائلة ذات جنس واحد ونوع واحد أو فئة ذات ترتيب واحد وجنس واحد وما إلى ذلك. يخلص أغاسيز إلى أن نوعًا واحدا يكفي لاستخلاص كامل التسلسل الهرمي: في ذلك الوقت كان من الممكن أن يكون هذا "جنسًا متميزًا"  وعائلة متميزة وفئة متميزة وفرعًا متميزًا". نقطة سمكة الشمس ليست مراقبة الخصائص التي تميز الأفراد والأنواع والجنس بل الخصائص التي يتم الاحتفاظ بها بشكل مشترك أعلى التسلسل الهرمي التصنيفي، ملاحظة سكودر التي ترضي أغاسيز أخيرًا هي أن سمكة الشمس لها أعضاء ثنائية مقترنة وهي سمة يلاحظها وينسور وهي شائعة في جميع الفقاريات.
باوند
باوند مرددا كوبر يفتح أبجدية للقراءة بالقول إن الطريقة الصحيحة لدراسة الشعر هي "طريقة علماء الأحياء المعاصرين" وأن "لا يوجد رجل مُلم بالتفكير الحديث حتى يفهم حكاية أغاسيز والسمكة". لخص المعلقون موقف باوند بمصطلح التجريبية لكنهم انقسموا حول ما إذا كانت القصة تؤيد الفكرة أو يتهمها.
أبسط التفسيرات في الكتابة العلمية  وتاريخ العلوم والنقد الأدبي تأخذ القصة في ظاهره  وتقبل التجريبية والملاحظة كتقنيات مشروعة.
على سبيل المثال عند الكتابة عن الأجواء النجمية يذكر ديمتري ميهالاس أن "العينات وليس الحقائق هي العملة التجريبية النهائية التي يجب أن نستخدمها إذا أردنا شراء نظرية جيدة" قبل البدء في مناقشة سمكة الشمس.
بالانتقال من قبول التجريبية إلى فهم حدودها يؤكد كريستوفر تيلي في تعليقاته على "علم الآثار العلمي" أن طالب باوند "لم يكن يتعلم ببساطة عن "الواقع" فيما يخص سمكة الشمس ولكن طريقة للتعامل مع هذا الواقع - خطاب مرتبط بتقاليد فكرية معينة (التجريبية)". توصل روبرت سكولز إلى استنتاج مماثل مشيرا إلى أن الطالب "يبدو أنه يقدم تقارير عن عالم حقيقي وصلب بلغة شفافة تماما ولكنه في الواقع يتعلم كيفية إنتاج نوع معين من الخطاب يتحكم فيه نموذج علمي معين".
يأخذ الشك المؤلف بوب بيرلمان في التجريبية خطوة أخرى إلى الأمام في عام 1994 مشكلة العبقرية: قراءة باوند وجويس وشتاين وزوكوفسكي، يناقشوا بيرلمان القصة كواحدة من قصتية في أبجدية القراءة التي تؤطر مناقشة باوند للمقاطع الصينية، يصف الأول حضور حفلتين افتراضيتين: واحدة لديبوسي وأخرى لرافيل.
يذكر باوند أن الشخص الذي حضر كلتا الحفلتين يعرف أكثر من الشخص الذي قرأ فقط "جميع الانتقادات التي كتبت لكليهما"، يعتبر بيرلمان أن التناقض بين "الجميع" و"المعرفة" هو مفتاح تفكير باوند: فقط القليل من الموهوبين أو المحظوظين قادرون على فهم الحقيقة (سواء عن طريق حضور الحفلة الموسيقية أو مراقبة العينة)؛ الباقي لا يمكن أن يتعلقوا إلا بـ "ضباب من الكليشيهات والأفكار المستلمة والآراء المستعملة والثانية من الدرجة الثانية والظلام المكتوب"، فيما يتعلق بالقصة يلاحظ بيرلمان عدم وجود "مؤسسات علمية أو إجراءات تربوية أو مصطلحات معانية" حيث يوجد أي أوصاف مكتوبة بوساطة ("سمكة الشمس" و"ديبلوكوس") لا تعمل إلا على حجب المعرفة، تكمُن المعرفة في نهاية المطاف داخل أغاسيز بدلا من العالم و"يبدو في البداية أن الالتزام بالتجريبية أدى بدلًا من ذلك إلى مثالية استبدادية".
كما علق اثنان من النقاد على الآثار المترتبة على القصة في وصف طبيعة المعرفة من حيث اضمحلال سمكة باوند، تلاحظ سيليست جودريدج أن مراجعة ماريان مور لعام 1934 لكانتوس باوند تستخدم استعارة مفصلة لجناح الجندب لوصف المحادثات الواردة فيه. في رأي جودريدج فإن تقديس باوند من أجل تطبيق المنهج العلمي على النقد الأدبي "الفحص المجهري" يقوض العمل وكذلك يشيد دقته ثم تستنسخ جودريدج القصة بالكامل وتعلق: "يدرس أغاسيز باوند أن كل المعرفة مجزأة بالضرورة ولا تشكل كُلًا"، لا يمكن أن تبدأ معرفة الأسماك حتى يبدأ الاضمحلال مما يقلل أجزاء العينة المكونة.
توصل نيكولاس بيكر إلى استنتاج مختلف تماما، يبدأ بمناقشة القصة من خلال اقتباس باوند أولًا حول موضوع العبقرية:
يمكن للعبقري أن يدفع لكتلة من قطع الذهب؛ ليس من الضروري أن يجمع معرفته إلى سك الوعي ويختمها إما في عملة المعرفة المحللة بضمير أو في النقود الورقية للكلمات قبل أن ينقلها.
يجد بيكر أن السمة الأكثر لفتًا للنظر في القصة هي عدم وجود وصف للسمكة ويسأل بيكر: "هل يتعلم قراء هذه القصة عن السمكة أو بالأحرى عن نوع معين من ممارسة التدريس الاستبدادية؟". يدعيّ بيكر أن خيالات باوند لسك المعادن غير واقعية مثل أفكاره المتعلقة بالعلم والمنهج العلمي، القارئ يتابع طالب باوند ويصل إلى المعرفة من خلال الحدس وحده والسمكة متحللة بقدر ما يتعلق الأمر بنظرية المعرفة، التي أصبحت "شفافة".